# Air liquide (chimie)
Pour l’article homonyme, voir Air liquide (société).
L'air liquide est de l'air qui a été refroidi à des températures très basses (températures cryogéniques), de sorte qu'il s'est condensé en un liquide mobile bleu pâle. Il est stocké dans des conteneurs spécialisés, tels que des bouteilles isothermes, pour l'isoler de la température ambiante. L'air liquide peut absorber rapidement de la chaleur et revenir à son état gazeux. Il est souvent utilisé pour condenser d'autres substances en liquide et/ou les solidifier, et comme source industrielle d'azote, d'oxygène, d'argon et d'autres gaz inertes grâce à un processus appelé séparation de l'air.

## Propriétés
L'air liquide a une densité d'environ 870 kg/m3. La densité d'un échantillon d'air donné varie en fonction de la composition de cet échantillon (par exemple, humidité et concentration en CO2). Étant donné que l'air gazeux sec contient environ 78 % d'azote, 21 % d'oxygène et 1 % d'argon, la densité de l'air liquide à composition standard est calculée par le pourcentage des composants et leurs densités liquides respectives (voir azote liquide et oxygène liquide). Bien que l'air contienne des traces de dioxyde de carbone (environ 0,03 %), le dioxyde de carbone se solidifie à partir de la phase gazeuse sans passer par la phase liquide intermédiaire et ne sera donc pas présent dans l'air liquide à des pressions inférieures à 5,1 atm.
Le point d'ébullition de l'air est −194,35 °C (78,8 K), intermédiaire entre les points d'ébullition de l'azote liquide et de l'oxygène liquide. Cependant, il peut être difficile de maintenir une température stable lorsque le liquide bout, car l'azote s'évaporera en premier, laissant le mélange riche en oxygène et modifiant le point d'ébullition. Cela peut également se produire dans certaines circonstances en raison de la condensation de l’oxygène hors de l’atmosphère par l’air liquide.
L'air liquide commence à se solidifier à approximativement 60 K (-212,2 °C), précipitant un solide riche en azote (mais avec une proportion notable d'oxygène dans le solide). À moins d'avoir précédemment combiné[pas clair] l'oxygène dans le solide, l'eutectique gèle à 50 K.

## Préparation

### Principe de production
Les constituants de l’air étaient autrefois appelés « gaz permanents », car ils ne pouvaient pas être liquéfiés uniquement par compression à température ambiante. Un processus de compression augmente la température du gaz. Cette chaleur est évacuée par refroidissement à température ambiante dans un échangeur de chaleur, puis détendue dans une chambre. La dilatation provoque une baisse de la température et, par échange thermique à contre-courant de l'air détendu, l'air sous pression entrant dans le détendeur est davantage refroidi. Avec suffisamment de compression, de débit et d'évacuation de la chaleur, des gouttelettes d'air liquide se forment, qui pourront ensuite être utilisées directement pour des usages à basse température.
Les principaux constituants de l'air sont liquéfiés pour la première fois par les scientifiques polonais Karol Olszewski et Zygmunt Wróblewski en 1883.
Les dispositifs de production d'air liquide sont suffisamment simples pour être fabriqués par l'expérimentateur à l'aide de matériaux couramment disponibles.

### Processus de fabrication
Le procédé le plus courant pour la préparation de l'air liquide est le cycle Hampson-Linde à deux colonnes utilisant l'effet Joule-Thomson. L'air est alimenté à haute pression (> 75 atm) dans la colonne inférieure, dans laquelle il est séparé en azote pur et en liquide riche en oxygène. Le liquide riche et une partie de l'azote sont amenés en reflux dans la colonne supérieure qui fonctionne à basse pression (< 25 atm), où se produit la séparation finale en azote pur et en oxygène. Un produit argon brut peut être retiré du milieu de la colonne supérieure pour une purification ultérieure.
L'air peut également être liquéfié par le procédé de Claude, qui combine refroidissement par effet Joule-Thomson, expansion isentropique et refroidissement régénératif.

## Application

### Utilisation industrielle
Dans les processus de fabrication, le produit d'air liquide est généralement fractionné en ses gaz constitutifs sous forme liquide ou gazeuse, car l'oxygène est particulièrement utile pour le soudage et le oxycoupage et pour un usage médical, et l'argon est utile comme protection contre l'oxygène dans le soudage à l'arc au tungstène sous gaz. L'azote liquide est utile dans diverses applications à basse température, étant non réactif aux températures normales (contrairement à l'oxygène) et bouillant à 77 K (-196 °C).

### Transport et stockage d'énergie
Entre 1899 et 1902, un prototype d'automobile « Liquid Air » est produit par une compagnie anglo-américaine, qui clame qu'elle est capable de construire une voiture propulsée par de l'air liquide avec une autonomie de plus de 160 km.
Le 2 octobre 2012, l'Institution of Mechanical Engineers affirme que l'air liquide peut être un moyen de stockage de l'énergie. Cela se fonde sur une technologie développée par Peter Dearman, inventeur indépendant du Hertfordshire en Angleterre, pour propulser les véhicules.